# Энгельгардт, Антон Евстафьевич
Барон Антон Евстафьевич Энгельгардт (нем. Karl Anton August Freiherr von Engelhardt; 1796—1872) — генерал от кавалерии из рода Энгельгардтов, командующий сводным гвардейским корпусом и резервами гвардейской кавалерии.

## Биография
Родился 15 (26) августа 1796 года и происходил из остзейских дворян Лифляндской губернии; отец — отставной ротмистр Густав Энгельгардт, мать — Шарлотта, урождённая фон Вилькен. По окончании частного учебного заведения в 1812 году он поступил историко-филологический факультет Дерптского университета, но в том же году 1 августа был принят на военную службу юнкером в Гродненский гусарский лейб-гвардии полк; уже через несколько дней ему пришлось принять участие в сражениях против французов.
Первое сражение, в котором Энгельгардту пришлось участвовать, было дело 10 августа при деревне Кирке. Затем шли дела 14 и 15 сентября при местечке Эклау, 17 при Стишане, 18 и 19 при мызе Гордени, 5 ноября при мельнице Тистуре, 9 и 10 во время изгнания неприятеля из местечка Янишек и целый ряд других. За отличия, выказанные в этих делах, Энгельгардт был 23 октября произведён в корнеты и вслед за тем назначен адъютантом к генерал-майору Ридигеру, при котором и совершил последовавший затем поход за границу.
В кампанию 1813 года он участвовал в делах 1 и 2 января на берегах реки Вислы, 18 февраля при взятии Берлина, 24 марта у деревни Филиц, близ Магдебурга, 6 апреля при Лине, 20 апреля под Лейпцигом, 25 апреля под Кенигсбергом, 8, 9 и 10 мая под Бауценом, 10 мая у деревни Гатлиды, 10 августа у деревни Тетеревальда, 13, 14 и 15 августа под Дрезденом, 26 и 27 сентября под Феленсбургом, 2, 4 и 6 октября под Лейпцигом и 20 декабря под Страсбургом. За отличия, оказанные в сражении под Лейпцигом Энгельгардт был награждён орденом Св. Анны 4-й степени и прусским орденом «Pour le Mérite»; за отличия же, выказанные во многих других сражениях, он был 20 апреля того же года произведён в поручики, а затем получил орден Св. Владимира 4-й степени с бантом.
В кампании следующего 1814 года Энгельгардт также участвовал в целом ряде сражений, в том числе под Бриенном, при Бар-сюр-Обе, при Аси-сюр-Обе, под Фер-Шампенуазом и при взятии Парижа. За отличия, выказанные во время этой кампании, Энгельгардт 20 февраля был награждён золотой саблей с надписью «За храбрость» и орденом Св. Анны 2-й степени.
По возвращении русских войск из-за границы он продолжал оставаться адъютантом при генерале Ридигере и 7 мая 1820 года был произведён в ротмистры, а 10 августа того же года переведён в лейб-гвардии Конно-егерский полк, с переименованием в капитаны. Командированный 1 января 1821 года в гусарский князя Витгенштейна полк для командования эскадроном, Энгельгардт в следующем году был произведён в подполковники, с переводом в вышеупомянутый гусарский полк и с этим полком совершил кампании 1828—1829 годов во время войны с Турцией, причем участвовал в блокаде крепости Кюстенджи, в сражении при крепости Шумле, в деле при переправе русских войск через Дунай, в разбитии армии великого визиря при Кулевчи и во многих других сражениях, за отличия в которых в 1828 году получил алмазные знаки к ордену Св. Анны 2-й степени и 1 августа 1830 года был произведён в полковники.
Несколько ранее, 29 сентября 1829 года, Энгельгардт был назначен командующим Кинбурнского драгунского полка, а 14 января 1831 был утверждён в должности командира того полка, с которым совершил кампанию 1831 года при подавлении первого польского восстания. И здесь Энгельгардт, по обыкновению, выказывал свою храбрость и распорядительность и за дело при местечке Гнивашеве был награждён орденом Св. Георгия 4-й степени (21 сентября 1832 года, № 4668 по кавалерскому списку Григоровича — Степанова), а за штурм Варшавы получил орден Св. Владимира 3-й степени. Также за эту кампанию он получил польский знак отличия «За военное достоинство» 3-й степени.
Назначенный 6 декабря 1837 года командующим 1-й бригадой 2-й драгунской дивизии, он 28 января 1838 года, по производстве в генерал-майоры, был утвержден в этой должности, а ещё через год награждён орденом Св. Станислава 1-й степени, в 1842 году получил орден Св. Анны 1-й степени.
11 апреля 1843 года Энгельгардт был назначен командиром лейб-гвардии Гусарского полка, затем, продолжая командовать вышеупомянутым полком, он, сверх того, 26 марта 1844 года был назначен ещё командиром 2-й бригады 1-й легкой гвардейской кавалерийской дивизии. Следующими наградами его были императорская корона к ордену Св. Анны 1-й степени, полученная им в 1846 года, и чин генерал-лейтенанта (11 апреля 1848 года), после чего (24 октября 1848 года) он был назначен начальником 1-й лёгкой гвардейской кавалерийской дивизии, а в следующем году, 21 января, начальником 2-й легкой гвардейской кавалерийской дивизии, которой и командовал до 1856 года, причём 6 декабря 1849 года был награждён орденом Св. Владимира 2-й степени, а ровно через четыре года орденом Белого орла.
Назначенный 1 января 1856 года командующим сводным гвардейским кавалерийским корпусом, Энгельгардт вслед за тем командовал резервами гвардейской кавалерии, а по производстве 6 ноября 1864 года в генералы от кавалерии был отчислен по гвардейской кавалерии и до самой своей смерти жил в Санкт-Петербурге, где и скончался 27 августа (8 сентября) 1872 года.
Среди прочих наград Энгельгардт имел орден Св. Александра Невского, полученный им 27 апреля 1868 года. В 1863 году прусский король пожаловал ему золотую корону к ордену Pour le Mérite.
С 24 октября 1830 года был женат на своей дальней родственнице Юлии-Паулине-Шарлотте-Эмилии фон Энгельгардт, у них были дети:
- Густав (Густав Людвиг Фридрих Георг, нем. Gustav Ludwig Friedrich Georg; 1832—1872) — полковник в отставке
- Антон (Карл Антон Вильгельм Герман, нем. Karl Anton Wilhelm Hermann; 1835—1880) — полковник в отставке
- Фёдор (Николай Эрнст Фридрих, нем. Nicolai Ernst Friedrich; 1840—?) — статский советник, Рижский полицмейстер
- Шарлотта-Екатерина (1831—?)
- Мария (нем. Marie; 1845—?)